# Três Cachoeiras
Três Cachoeiras egy község (município) Brazíliában, Rio Grande do Sul államban, az Itapeva-tó partján. 2021-ben népességét 11 174 főre becsülték.

## Története
A 17. század elejéig carijó indiánok éltek a környéken. 1605-ben jezsuiták érkeztek, hogy megkereszteljék őket és megvédjék őket a São Paulo-i felderítőktől, akik rabszolgákat gyűjtöttek a farmokon való munkához. Valószínűleg ebből az időszakból származik a vidék neve, az ottani vízesésekre utalva (Três Cachoeiras = három vízesés). Később, a portugál gyarmatosítás során a parti területet felosztották és királyi földadományokként (sesmaria) portugál családoknak utalták ki.
A 19. század elején német telepesek érkeztek a vidékre, és Três Cachoeiras környéke amolyan vízválasztó volt a Mampituba folyó mentén kialakult római katolikus és a Três Forquilhas folyó mentén kialakult protestáns kolóniák között. Três Cachoeiras első településmagját (a Morro Azul környékén) végül olasz telepesek alapították meg.
A gyarmatosítás harmadik fázisa a 20. század elején ment végbe, mikor José Felipe Schaeffer felügyelete alatt 1907-től települések kezdtek kialakulni a későbbi község területén. A későbbi községközpontban az 1920-as években kápolna és iskola épült, a hely pedig idővel kisvárossá fejlődött. A környéket 1956-ban Torres kerületévé nyilvánították, majd 1988-ban független községgé alakult.

## Leírása
Székhelye Três Cachoeiras, további kerületei Morro Azul, Rio do Terra, Vila Fernando Ferrari. Az Itapeva-tó partján fekszik, 15 méter tengerszint feletti magasságon, 175 kilométerre Porto Alegre városától. A lakosság 60%-a német felmenőkkel rendelkezik, 20% azori, 15% olasz, 5% lengyel. Jelentős ipara (különösen a fafeldolgozás, bútorgyártás) és mezőgazdasága (az állam legnagyobb banántermelője).